# Pool of Radiance: Ruins of Myth Drannor
Pool of Radiance: Ruins of Myth Drannor is een D&D-computerspel.
Pool of Radiance is een role-playing game dat zich afspeelt in de fantasywereld van Myth Drannor in de Forgotten Realms.
Het was vroeger een stad waar de elfen en de dwergen samenkwamen om de vriendschap en vrede te vieren. Tot het werd geteisterd door een aanval van de terug ontwaakte Pool. Het veranderde het hele gebied in een dodenrijk. Er is geen vrede meer, alleen maar kwaad en oorlog. Het is een queeste waar nu helden de Pool moeten sluiten en balans terug te vinden in heel Faerûn.

## De Rassen
Je begint met 4 Personages die je zelf kan maken of selecteren. Je kan kiezen uit verschillende rassen:
- Mens: Het meest flexibele, innovatieve en ambitieuze van alle rassen.
- Dwerg: Het geïsoleerde dwergenras staat bekend om de argwaan die het koestert voor iedereen die niet afkomstig is uit hun ondergrondse wereld.
- Elf: De langlevende elfen zijn net zo beweeglijk als mysterieus. Met hun slanke en lenige lichaam zijn ze de ideale jagers.
- Half-elf: De half-elfen, die nooit volledig zijn geaccepteerd door de gemeenschappen van hun voorouders, leven ergens tussen de werelden in.
- Half-orc: Geboren op de slagvelden langs de grens, groeien half-orcs op bij de stammen van hun menselijke of van hun orc-voorouders.
- Halfling: Halflings zijn vaten vol tegenstrijdigheden, maar hebben één bepaalde eigenschap gemeen: ze zijn uiterst vindingrijk.

## Een Klasse
Nadat je een ras hebt gekozen, moet je nu een beroep (klasse) kiezen. Deze bestaat uit welk talent je bezit en welke vechtstijl.
- Barbaar: De barbaar, die afkomstig zijn uit de verre uithoeken van de wereld, zijn angstaanjagende krijgers. Ze staan bekend om hun woeste tactieken en hun wantrouwen tegenover de esoterische magie.
- Geestelijke: Als dienaren van hun god of godin, komen geestelijken voor in net zoveel vormen als er goden bestaan. Sommigen zijn zachtaardige boodschappers die genezing en wijsheid verspreiden, terwijl anderen door de wol geverfde krijgers zij die zowel met toverspreuken als zwaarden strijden.
- Vechter: Vechters leven en sterven bij hun vechtkunsten. Zij hebben de meeste ervaren techniek met zowat elk wapen en uitrustingen.
- Monnik: Na een jarenlange opleiding in afgelegen kloosters worden Monniken volledig meester over hun geest en lichaam. Hun levensdoel is het bereiken van de perfectie van hun fysieke en spirituele wezen. Die streven zij na door meditatie, constante training en strenge zelfdiscipline.
- Paladijn: Het nobele streven van de Paladijn is het uitroeien van het kwaad volgens de voorschriften van hun god. Ze zijn een combinatie van een Geestelijke en een Vechter. Ook wel de Heilige Vechters genaamd.
- Gids: Gidsen zijn junglekrijgers die zich in hun element voelen als aanvoerder van expedities in afgelegen en gevaarlijke gebieden. Ze gebruiken een pijl-en-boog om hun vijanden uit te schakelen.
- Bandiet: Bandieten verschillen van elkaar dag en nacht. Het kunnen onbeduidende zakkenrollers of nietsontziende moordenaars zijn, eenvoudige slotenmakers of spionnen van dienst van de koning.
- Tovenaar: Voor een tovenaar is magie niet zoiets als bier voor een dwerg. Het vormt zo’n onderdeel van hun leven dat ze zonder reddeloos verloren zouden zijn. Tovenaars hebben een gave om leven te scheppen en te vernietigen met magie.